# Kepler-22b

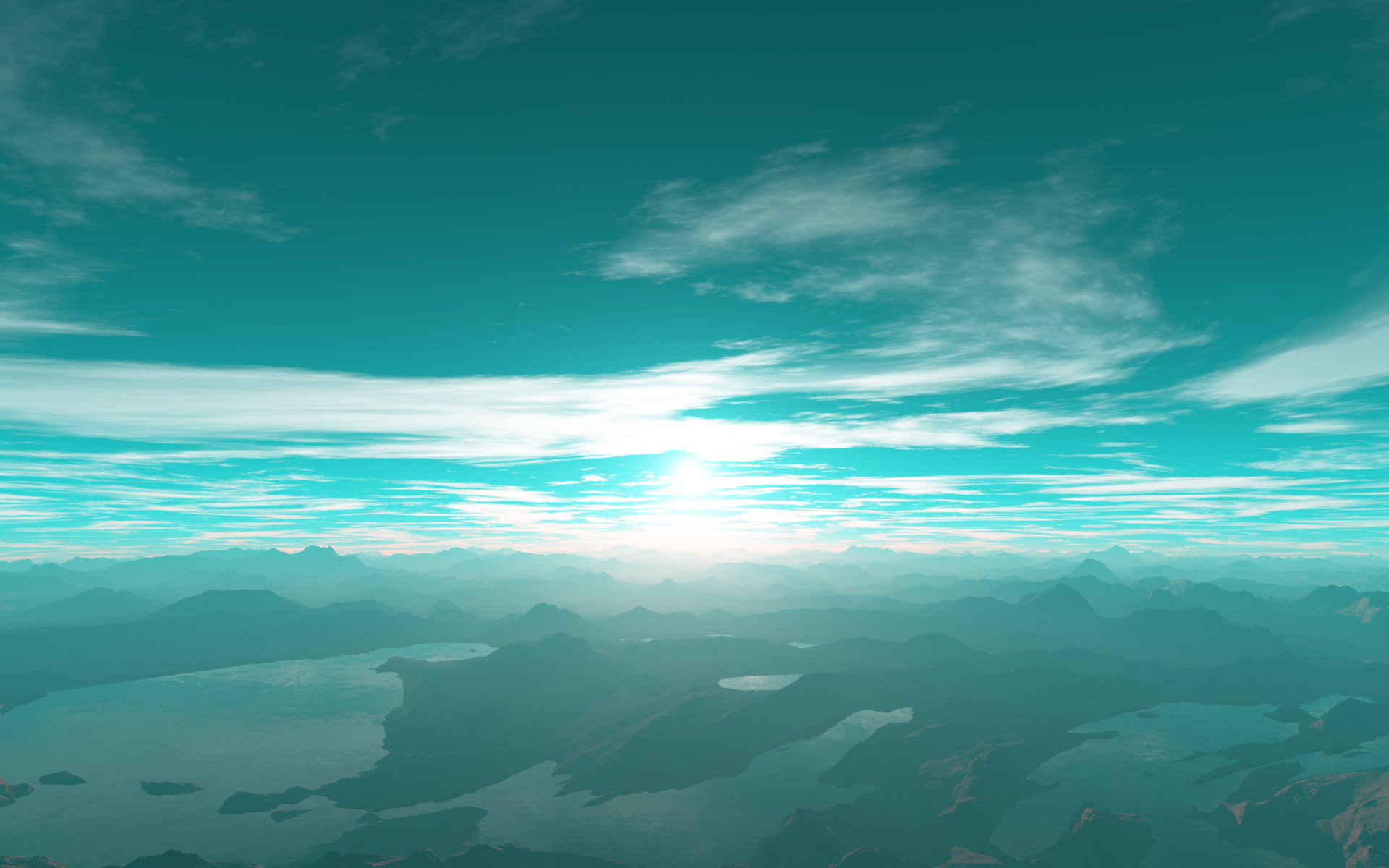

Kepler-22b je extrasolární planeta obíhající kolem hvězdy Kepler-22 v souhvězdí Labutě. Jde o první nalezenou exoplanetu v obyvatelné zóně hvězdy spektrální třídy G (žlutý trpaslík, stejný typ jako Slunce). Planeta, nacházející se ve vzdálenosti 587 světelných let, možná patří mezi superzemě. Objev, založený na pozorováních sondy Kepler, prováděných již od roku 2009, byl nakonec oznámen 5. prosince 2011.

## Fyzikální vlastnosti

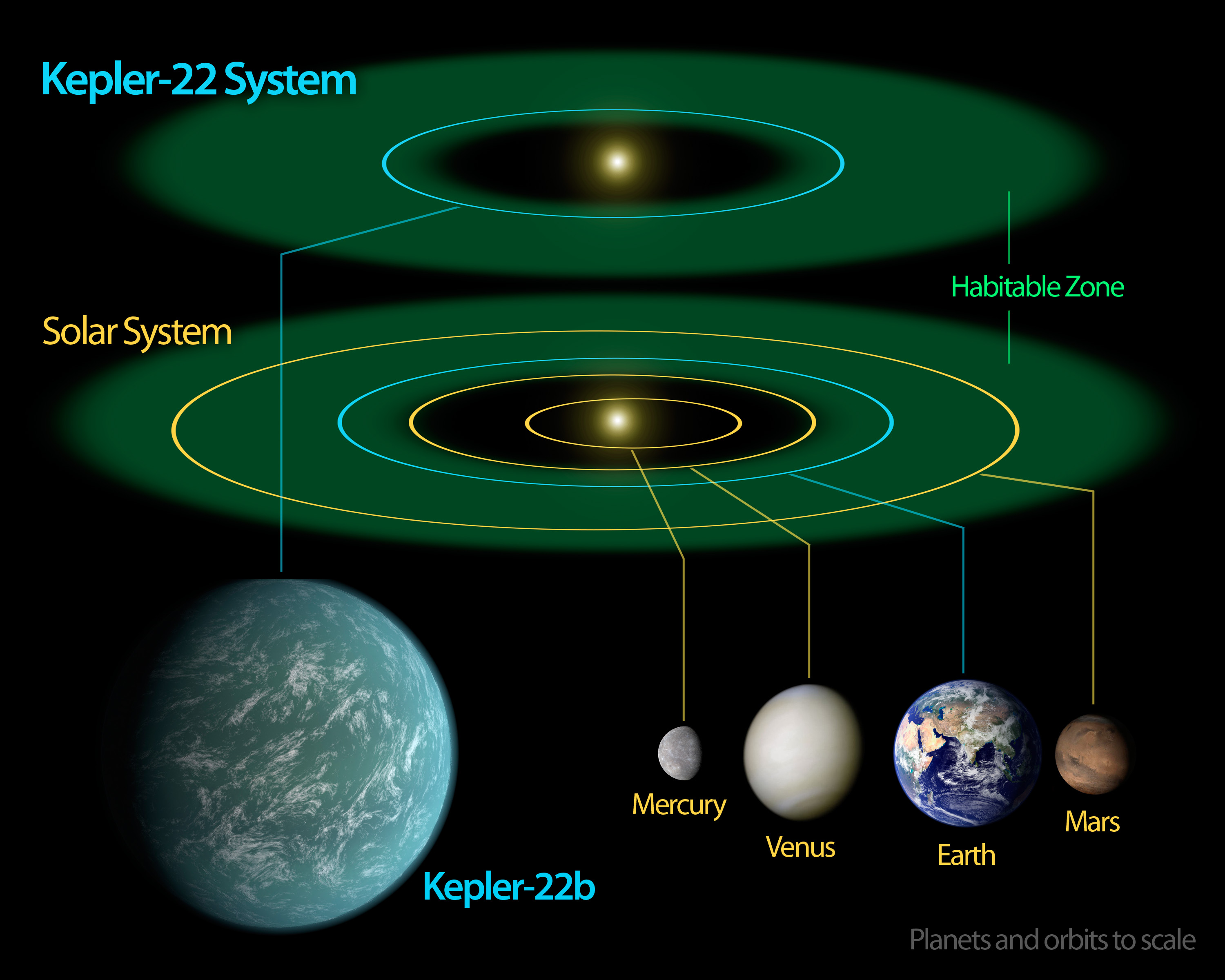
Srovnání planety Kepler-22b s vnitřními planetami sluneční soustavy

Poloměr planety Kepler-22b je přibližně 2,4krát větší, než je poloměr Země, a asi poloviční oproti poloměru Neptunu. Její přesná hmotnost i složení povrchu zatím zůstávají neznámé. Podle některých odhadů se však jedná o planetu s hmotností někde na rozhraní mezi Neptunem (s asi 35násobkem hmotnosti Země) a superzemí (planeta s hmotností nepřesahující 10násobek hmotnosti Země). Pokud by měla naprosto stejnou hustotu jako Země, měla by hmotnost 13,755 Zemí. Nicméně až se podaří hmotnost zjistit přesněji, bude možné usoudit, zda jde o planetu plynnou či skalnatou, případně s oceánem. Protože však je bezpochyby podstatně větší než Země, má také velmi pravděpodobně odlišné složení. Natalie Batalhová, vedoucí vědecké části týmu projektu Kepler, spekulovala, že pokud by planeta byla pokrytá oceánem, nelze na ní vyloučit přítomnost života.

### Povrchová teplota
Průměrná vzdálenost planety Kepler-22b od její mateřské hvězdy Kepler-22 je asi o 15 % menší, než je vzdálenost Země od Slunce, ovšem zářivý výkon této hvězdy je asi o 25 % menší, než je tomu u Slunce. Tato kombinace zajišťuje, že na planetě by měly vládnout relativně mírné teploty. Astronomové odhadují, že pokud by se na planetě nenacházela žádná atmosféra, pohybovala by se zde rovnovážná teplota kolem -11°C. V případě atmosféry se skleníkovým efektem podobným tomu pozemskému by průměrná teplota na povrchu mohla činit přibližně 22 °C. Pokud by se však zjistilo, že se planeta pohybuje po velmi eliptické oběžné dráze, znamenalo by to, že se její teplota bude měnit od velmi vysoké v době přiblížení k hvězdě, po velmi nízkou v době jejího oddálení.

## Údaje
Mateřská hvězda
- Hvězda - Kepler-22
- Spektrální klasifikace - G
- Souhvězdí - Labuť
- Rektascenze - 19h 16m 52,2s
- Deklinace - +47° 53′ 04,0″
- Hvězdná velikost - 11,5
- Vzdálenost od Země - 620 ly (190 pc)
- Hmotnost - 0,97 Sluncí
- Poloměr - 0,979 Sluncí
- Teplota - 5 245 °C (5 518 K)

Planeta
- Hmotnost - 10 až 52,8 Zemí
- Poloměr - 2,396 Zemí
- Teplota - asi 22 °C (přesně není známo)
- Velká poloosa - 0,849 AU
- Doba oběhu - 289,862 pozemských dní
- Kepler-22b, Kepler-69c, Kepler-62e a Kepler-62f ve srovnání se ZemíSklon dráhy - 89,764°
- Datum objevu - 12. května 2009
- Metoda objevu - tranzitní

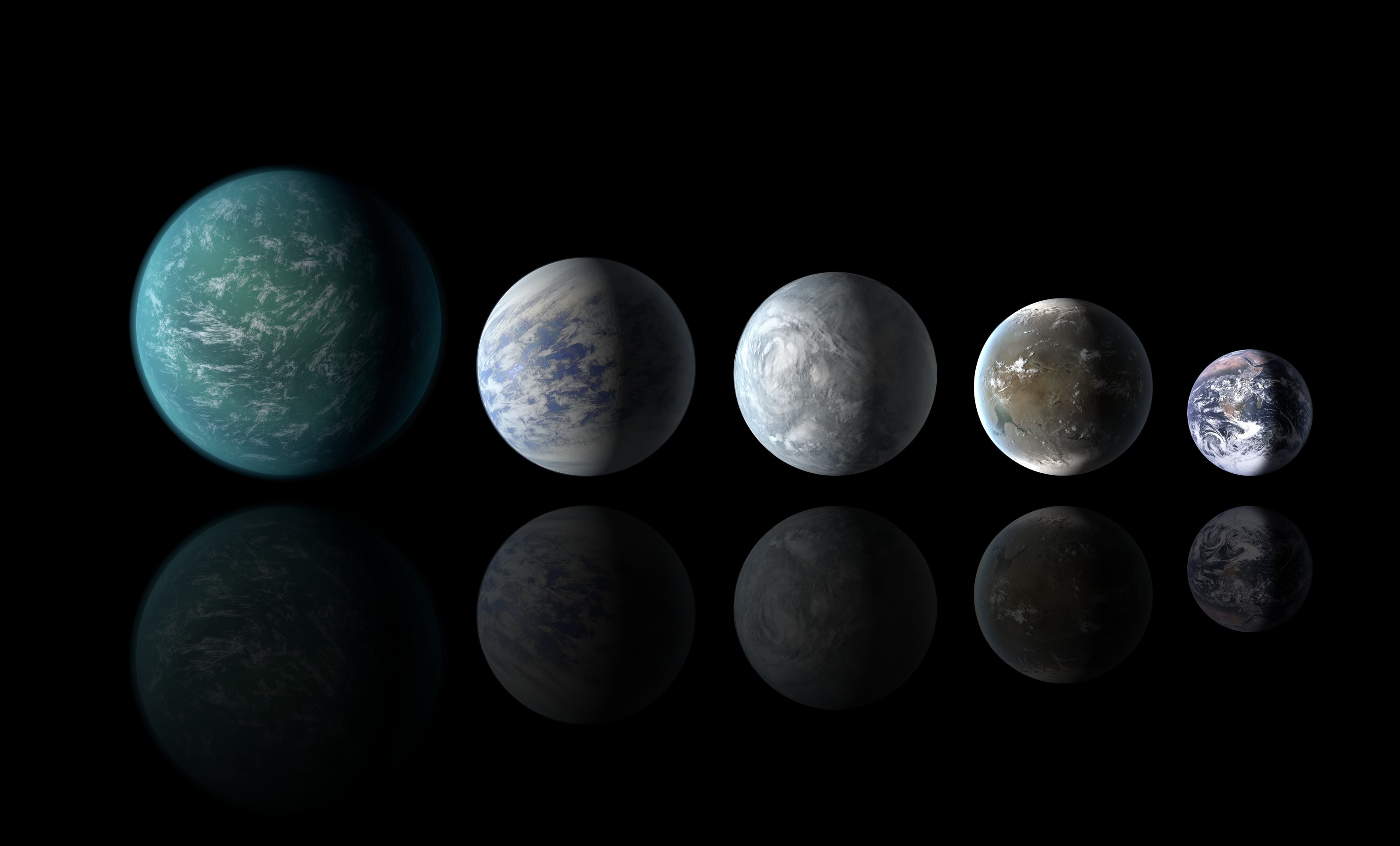
Kepler-22b, Kepler-69c, Kepler-62e a Kepler-62f ve srovnání se Zemí

- Objeveno pomocí - teleskopu Kepler